# Bell 206
Bell 206 JetRanger je američki višenamjenski helikopter a pokreće ga jedna Allison 250 turbina. Bell 206 je jedan od najpopularnijih helikoptera te je proizveden velik broj jedinica namijenjenih civilnoj i vojnoj upotrebi. Osnovni model ima pet sjedećih mjesta, dva naprijed za pilote te tri iza za putnike.

## Razvoj
U listopadu 1961. Američka vojska izdaje zahtjev za razvoj novog lakog helikoptera za izviđanje. Među prijavljenima je bio i Bell te ulazi u finale natječaja. 1962. Bell izrađuje 5 prototipova koje predaje vojsci na testiranje i ocjenjivanje. 
Tijekom testiranja, piloti su se tužili na probleme s motorom što je rezultiralo odbijanjem Bellove ponude. Nakon nekog vremena, Bell ga pokušava samostalno reklamirati i prodavati nakon što su izvedene estetske promjene kako bi bio bolje prilagođen civilnoj službi. Model je dobio naziv Bell 206A JetRanger te je postigao veliki komercijalni uspjeh.

### 206L LongRanger
206L LongRanger je izdužena inačica s prostorom za smještaj sedam osoba. Proizvodnja započinje 1975. a od tada je proizvedeno više od 1,700 ovih inačica. 1981. je proizvedena i vojna verzija (TexasRanger). Originalna L inačica ima snažniji Allison 250-C20B motor u odnosu na osnovnu verziju.
2007. Bell je najavio unaprijeđenje 206L inačice. Poboljšana verzija bi trebala imati jači strukturalni inetgretitet te snažniji motor.

## Povijest korištenja
JetRanger ulazi u civilnu prodaju 1967. Osnovni Model 206 se od tada modificirao i nadograđivao tri puta. JetRanger II se pojavljuje 1971. a JetRanger III s izmijenjenim repnim rotorom i snažnijim motorom 1977.
Njegov prepoznatiljivi dizajn glatkih linija je ostao nepromijenjen sve od 1967.
JetRanger je postao jako popularan kod medijskih kuća koje ga koriste za izvještavanje s lica mjesta a zbog svoje cijene i lakoće održavanja, dostupan je gotovo svima. 
S vremenom i Američka vojska uvodu Bell 206 u svoju upotrebu pod nazivom OH-58 Kiowa te vrši dužnost za koju je izvorno bio i namijenjen. Američka obalna straža i marinci koriste 206 za obuku svojih snaga, a njihova inačica nosi naziv TH-57 SeaRanger.
LongRanger se uglavnom koristi za evakuaciju bolesnika te kao bolnički helikoper.
Bell 206 je i prvi helikopter kojim je upravljala jedna osoba a da je pritom obletjela cijeli svijet. To je uspjelo Dicku Smithu 1983. Tijekom svog leta, slijetao je na tankere kako bi helikopter napunio gorivom.
24. siječnja 2008. Bell je najavio da se proizvodnja gasi 2010. nakon što se isporuče sve naručene jedinice.

## Inačice

### Civilne
Bell 206
- 5 prototipova za Američku vojsku

Bell 206A
- Prva proizvodna inačica

Bell 206L LongRanger
- Izdužena inačica originala s dodatna dva sjedala i snažnijim motorom.

Agusta-Bell 206B-1
- Inačica proizvedena u Italiji pod licencijom.

Bell 206L-3 LongRanger III
- Izmijenjeni stražnji rotor i dodasn snažniji motor.

Bell 407
- Baziran na 206L s četverostrukim glavnim rotorom.

### Vojne
Bell 206AS
- izvozna verzija za Čile

OH-58 Kiowa
- Laki izvidnik

TH-57A
- 40 kupljenih civilnih inačica za potrebe obuke Američke vojske.

206L TexasRanger
- Predložena izvozna inačica. Proizveden je samo jedan prototip 1981. za potrebe prezentacija.

## Tehničke karakteristike (206B-3)
Osnovne karakteristike
- posada: 1
- kapacitet: 4
- dužina: 12,11 m
- promjer rotora: 10,16 m
- visina: 2,83 m

Letne karakteristike
- najveća brzina: 224 km/h
- dolet: 693 km
- brzina penjanja: 6,9 m/s
- najveća visina leta: 4.115 m
- motor: 1× Allison 250-C20J turbo-osovinski motor

## Vanjske poveznice
- 206B3 JetRanger III - bellhelicopter.textron.com
- 206L4 Longranger IV - bellhelicopter.textron.com
- Bell 206 - aircraft.co.za